# Beta Sculptoris
Beta Sculptoris (β Scl / HD 221507 / HR 8937) és un estel situat en la constel·lació de l'Escultor. És, amb magnitud aparent +4,37, el segon estel més brillant en la constel·lació després d'α Sculptoris. Es troba a 174 anys llum del sistema solar.
Encara que en les bases de dades Beta Sculptoris figura catalogat com subgegant, les seves característiques es corresponen amb les d'un estel blanc-blavós de la seqüència principal de tipus espectral B9.5V. Té una temperatura superficial de 12.220 K i és 82 vegades més lluminosa que el Sol. El seu diàmetre és el doble que el diàmetre solar i la seva massa és de 3,1 masses solars.
Beta Sculptoris gira sobre si mateixa amb una velocitat de rotació projectada de 29 km/s, baixa en comparació d'altres estels de tipus B, i el límit superior del seu període de rotació és de 3,4 dies. És un estel de mercuri-manganès —semblant a Alpheratz (α Andromedae) o χ Lupi— amb un camp magnètic 1000 vegades més intens que el de la Terra. Aquesta classe d'estels es caracteritza pel fet que la superfície estel·lar mostra un excés de certs elements químics; en el cas de Beta Sculptoris, el manganès és 115 vegades més abundant que en el Sol, 15.000 vegades més el xenó i 300.000 vegades més el mercuri. Així mateix, el contingut relatiu de ferro és un 40 % més elevat que el del nostre estel.